# Casey Dellacqua
Casey Dellacqua (Perth, 1985. február 11.–) ausztrál teniszezőnő, a junior lányok között párosban Australian Open-győztes, a felnőttek között vegyes párosban Roland Garros-győztes, olimpikon.
Profi pályafutását 2002-ben kezdte, ennek során párosban hét WTA-tornát nyert meg, emellett 22 egyéni és 23 páros ITF-tornán végzett az első helyen. Legjobb világranglistán elfoglalt eredménye egyéniben a 26. hely volt, ezt 2014. szeptember 29-én érte el, párosban a 3. helyre került 2016. február 1-én.
Juniorként megnyerte a 2003-as Australian Open lány páros versenyét. Felnőttként is párosban ért el jobb eredményeket: mind a négy Grand Slam-tornán játszott döntőt, összesen hét alkalommal, de nyernie nem sikerült. Egyéniben a legjobb eredménye a 4. kör, amit a 2008-as és a 2014-es Australian Openen, valamint a 2014-es US Openen ért el. 2011-ben megnyerte a 2011-es Roland Garros – vegyes páros versenyét.
Ausztrália színeiben vett részt a 2008-as pekingi olimpia egyéni és páros versenyein, valamint a 2012-es londoni olimpia páros versenyén.
2006–2018 között szerepelt Ausztrália Fed-kupa-válogatottjában, ahol 28 alkalommal lépett pályára 19–9-es eredménnyel.
2018. áprilisban jelentette be visszavonulását.

## Junior Grand Slam döntői

### Páros

#### Győzelmek (1)
| Év   | Bajnokság       | Borítás | Partner       | Ellenfél                         | Eredmény          |
| ---- | --------------- | ------- | ------------- | -------------------------------- | ----------------- |
| 2003 | Australian Open | Kemény  | Adriana Szili | Petra Cetkovská Barbora Strýcová | 6–3, 4–4 feladták |

## Grand Slam döntői

### Páros

#### Elveszített döntői (7)
| Év   | Bajnokság         | Borítás | Partner             | Ellenfél                                       | Eredmény         |
| ---- | ----------------- | ------- | ------------------- | ---------------------------------------------- | ---------------- |
| 2008 | Roland Garros     | Salak   | Francesca Schiavone | Anabel Medina Garrigues Virginia Ruano Pascual | 6–2, 5–7, 4–6    |
| 2013 | Australian Open   | Kemény  | Ashleigh Barty      | Sara Errani Roberta Vinci                      | 2–6, 6–3, 2–6    |
| 2013 | Wimbledon         | Fű      | Ashleigh Barty      | Hszie Su-vej Peng Suaj                         | 6–7(1), 1–6      |
| 2013 | US Open           | Kemény  | Ashleigh Barty      | Andrea Hlaváčková Lucie Hradecká               | 7–6(4), 1–6, 4–6 |
| 2015 | Roland Garros (2) | Salak   | Jaroszlava Svedova  | Bethanie Mattek-Sands Lucie Šafářová           | 6–3, 4–6, 2–6    |
| 2015 | US Open (2)       | Kemény  | Jaroszlava Svedova  | Martina Hingis Szánija Mirza                   | 3–6, 3–6         |
| 2017 | Roland Garros (3) | Salak   | Ashleigh Barty      | Bethanie Mattek-Sands Lucie Šafářová           | 2–6, 1–6         |

## WTA döntői

### Páros

#### Győzelmei (7)
| Összesítés           |                        |
| Grand Slam-torna (0) |                        |
| Tier I (0)           | Premier Mandatory* (1) |
| Tier II (0)          | Premier Five* (0)      |
| Tier III (0)         | Premier* (1)           |
| Tier IV (0)          | International* (5)     |
| Tier V (0)           | Challenger* (0)        |

* 2009-től megváltozott a tornák rendszere.
 Az egymás mellett azonos színnel jelölt tornatípusok között nincs teljes mértékű megfelelés.
|    | Dátum            | Torna                                                   | Borítás | Partner            | Ellenfelek a döntőben                 | Eredmény a döntőben | Eredmény a döntőben |
| 1. | 2013. február 3. | PTT Pattaya Open, Pattaja, Thaiföld                     | Kemény  | Date Kimiko        | Akgul Amanmuradova Alekszandra Panova | 6–3, 6–2            |                     |
| 2. | 2013. június 16. | AEGON Classic, Birmingham, Egyesült Királyság           | Fű      | Ashleigh Barty     | Cara Black Marina Eraković            | 7–5, 6–4            |                     |
| 3. | 2014. május 24.  | Internationaux de Strasbourg, Strasbourg, Franciaország | Salak   | Ashleigh Barty     | Tatiana Búa Daniela Seguel            | 4–6, 7–5, [10–4]    |                     |
| 4. | 2015. május 9.   | Mutua Madrid Open, Madrid, Spanyolország                | Salak   | Jaroszlava Svedova | Garbiñe Muguruza Carla Suárez Navarro | 6–3, 6–7(4), [10–5] |                     |
| 5. | 2017. március 4. | Malaysian Open, Kuala Lumpur, Malajzia                  | Kemény  | Ashleigh Barty     | Nicole Melichar Makoto Ninomiya       | 7–6(5), 6–3         |                     |
| 6. | 2017. május 27.  | Internationaux de Strasbourg, Strasbourg, Franciaország | Salak   | Ashleigh Barty     | Csan Hao-csing Csan Jung-zsan         | 6–4, 6–2            |                     |
| 7. | 2017. június 25. | AEGON Classic, Birmingham, Nagy-Britannia               | Fű      | Ashleigh Barty     | Csan Hao-csing Csang Suaj             | 6-1, 2–6, [10–8]    |                     |

#### Elveszített döntői (13)
| No. | Dátum                | Helyszín                                              | Borítás | Partner             | Ellenfél a döntőben                            | Eredmény a döntőben | Eredmény a döntőben |
| 1.  | 2008. június 6.      | Roland Garros, Párizs, Franciaország                  | Clay    | Francesca Schiavone | Anabel Medina Garrigues Virginia Ruano Pascual | 6–2, 5–7, 4–6       | részletek           |
| 2.  | 2009. január 16.     | Medibank International Sydney, Sydney, Ausztrália     | Kemény  | Nathalie Dechy      | Hszie Su-vej Peng Suaj                         | 0–6, 1–6            |                     |
| 3.  | 2013. január 25.     | Australian Open, Melbourne, Ausztrália                | Kemény  | Ashleigh Barty      | Sara Errani Roberta Vinci                      | 2–6, 6–3, 2–6       | részletek           |
| 4.  | 2013. július 6.      | Wimbledon, London, Egyesült Királyság                 | Fű      | Ashleigh Barty      | Hszie Su-vej Peng Suaj                         | 6–7(1), 1–6         | részletek           |
| 5.  | 2013. szeptember 9.  | US Open, New York, Egyesült Államok                   | Kemény  | Ashleigh Barty      | Andrea Hlaváčková Lucie Hradecká               | 7–6(4), 1–6, 4–6    | részletek           |
| 6.  | 2014. június 15.     | AEGON Classic, Birmingham, United Kingdom             | Fű      | Ashleigh Barty      | Raquel Kops-Jones Abigail Spears               | 6–7(1), 1–6         |                     |
| 7.  | 2015. április 12.    | Family Circle Cup, Charleston, Egyesült Államok       | Salak   | Darija Jurak        | Martina Hingis Szánija Mirza                   | 0–6, 4–6            |                     |
| 8.  | 2015. június 7.      | Roland Garros, Párizs, Franciaország                  | Salak   | Jaroszlava Svedova  | Bethanie Mattek-Sands Lucie Šafářová           | 6–3, 4–6, 2–6       | részletek           |
| 9.  | 2015. augusztus 23.  | Western & Southern Open, Cincinnati, Egyesült Államok | Kemény  | Jaroszlava Svedova  | Csan Hao-csing Csan Jung-zsan                  | 5–7, 4–6            |                     |
| 10. | 2015. szeptember 13. | US Open, New York, Egyesült Államok                   | Kemény  | Jaroszlava Svedova  | Martina Hingis Szánija Mirza                   | 3–6, 3–6            | részletek           |
| 11. | 2017. június 11.     | Roland Garros, Párizs, Franciaország                  | Salak   | Ashleigh Barty      | Bethanie Mattek-Sands Lucie Šafářová           | 2–6, 1–6            | részletek           |
| 12. | 2017. július 1.      | AEGON International, Eastbourne, Egyesült Királyság   | Fű      | Ashleigh Barty      | Csan Jung-zsan Martina Hingis                  | 3–6, 5–7            |                     |
| 13. | 2017. augusztus 26.  | Connecticut Open, New Haven, Egyesült Államok         | Kemény  | Ashleigh Barty      | Gabriela Dabrowski Hszü Ji-fan                 | 6–3, 3–6, [8–10]    |                     |

## ITF-döntői

### Egyéni: 26 (22 győzelem, 4 döntő)
| Díjazás        |
| -------------- |
| $100,000 torna |
| $75,000 torna  |
| $50,000 torna  |
| $25,000 torna  |
| $10,000 torna  |

| Eredmény | No. | Dátum                | Torna                     | Borítás | Ellenfél                | Eredmény         |
| -------- | --- | -------------------- | ------------------------- | ------- | ----------------------- | ---------------- |
| Győztes  | 1.  | 2003. november 2.    | Dalby, Ausztrália         | Kemény  | Anousjka van Exel       | 6–3, 2–6, 7–5    |
| Győztes  | 2.  | 2004. március 7.     | Warrnambool, Ausztrália   | Fű      | Nicole Sewell           | 6–3, 3–6, 6–2    |
| Döntős   | 1.  | 2005. május 1.       | Hamanako, Japán           | Kemény  | Ryōko Fuda              | 1-4 feladta      |
| Győztes  | 3.  | 2005. szeptember 25. | Mackay, Ausztrália        | Kemény  | María José Argeri       | 1–6, 6–3, 6–0    |
| Győztes  | 4.  | 2005. október 2.     | Rockhampton, Ausztrália   | Kemény  | Beti Sekulovski         | 6–1, 6–4         |
| Győztes  | 5.  | 2005. november 13.   | Port Pirie, Ausztrália    | Kemény  | Cindy Watson            | 6–3, 7–5         |
| Döntős   | 2.  | 2006. október 8.     | Traralgon, Ausztrália     | Kemény  | Raquel Kops-Jones       | 4-6, 2-6         |
| Döntős   | 3.  | 2006. október 15.    | Melbourne, Ausztrália     | Kemény  | Marina Eraković         | 1-6, 6-0, 4-6    |
| Győztes  | 6.  | 2006. november 12.   | Mount Gambier, Ausztrália | Kemény  | Natalie Grandin         | 6–1, 6–4         |
| Győztes  | 7.  | 2006. november 19.   | Port Pirie, Ausztrália    | Kemény  | Natalie Grandin         | 6–4, 6–2         |
| Győztes  | 8.  | 2007. február 18.    | Melbourne, Ausztrália     | Salak   | Christina Wheeler       | 6–3, 6–1         |
| Győztes  | 9.  | 2007. március 18.    | Perth, Ausztrália         | Kemény  | Yurika Sema             | 6–2, 6–1         |
| Győztes  | 10. | 2007. március 25.    | Kalgoorlie, Ausztrália    | Kemény  | Maša Zec-Peškirič       | 6–2, 6–4         |
| Döntős   | 4.  | 2007. május 13.      | Fukuoka, Japán            | Kemény  | Csan Jung-zsan          | 4-6, 4-6         |
| Győztes  | 11. | 2007. augusztus 19.  | Bronx, Egyesült Államok   | Kemény  | Ahsha Rolle             | 7–5, 2–0 feladta |
| Győztes  | 12. | 2010. február 21.    | Mildura, Ausztrália       | Fű      | Sally Peers             | 7–5, 6–0         |
| Győztes  | 13. | 2011. április 10.    | Bundaberg, Ausztrália     | Salak   | Olivia Rogowska         | 6–2, 6–3         |
| Győztes  | 14. | 2011. szeptember 18. | Cairns, Ausztrália        | Kemény  | Sandra Zaniewska        | 6–4, 7–6(3)      |
| Győztes  | 15. | 2011. szeptember 25. | Darwin, Ausztrália        | Kemény  | Akiko Omae              | 6–1, 6–2         |
| Győztes  | 16. | 2011. október 9.     | Esperance, Ausztrália     | Kemény  | Olivia Rogowska         | 6–2, 6–1         |
| Győztes  | 17. | 2011. október 16.    | Kalgoorlie, Ausztrália    | Kemény  | Monique Adamczak        | 6–2, 6–2         |
| Győztes  | 18. | 2011. november 20.   | Traralgon, Ausztrália     | Kemény  | Sacha Jones             | 7–5, 7–6(6)      |
| Győztes  | 19. | 2011. december 18.   | Bendigo, Ausztrália       | Kemény  | Isabella Holland        | 6–2, 6–2         |
| Győztes  | 20. | 2012. május 13.      | Fukuoka, Japán            | Kemény  | Monique Adamczak        | 6–4, 6–1         |
| Győztes  | 21. | 2013. október 27.    | Bendigo, Ausztrália       | Kemény  | Noppawan Lertcheewakarn | 6–4, 6–4         |
| Győztes  | 22. | 2013. november 3.    | Bendigo, Ausztrália       | Kemény  | Tammi Patterson         | 6–3, 6–1         |

### Páros: 32 (23 győzelem, 10 döntő)
| Díjazás        |
| -------------- |
| $100,000 torna |
| $75,000 torna  |
| $50,000 torna  |
| $25,000 torna  |
| $10,000 torna  |

| Eredmény | No. | Dátum                | Torna                         | Borítás | Partner              | Ellenfél                                  | Eredmény         |
| -------- | --- | -------------------- | ----------------------------- | ------- | -------------------- | ----------------------------------------- | ---------------- |
| Döntős   | 1.  | 2002. március 11.    | Benalla, Ausztrália           | Fű      | Svenja Weidemann     | Nicole Kriz Sarah Stone                   |                  |
| Győztes  | 1.  | 2003. november 1.    | Dalby, Ausztrália             | Kemény  | Evie Dominikovic     | Elizabeth Schmidt Anousjka Van Exel       | 6–7, 6–2, 6–1    |
| Győztes  | 2.  | 2004. február 28.    | Bendigo, Ausztrália           | Kemény  | Nicole Sewell        | Sahar Peér Wynne Prakusya                 | 6–2, 1–6, 6–2    |
| Döntős   | 2.  | 2004. március 6.     | Warnambool, Ausztrália        | Fű      | Jaslyn Hewitt        | Eden Marama Paula Marama                  | 3–6, 6–4, 2–6    |
| Győztes  | 3.  | 2004. július 24.     | Schenectady, Egyesült Államok | Kemény  | Nicole Sewell        | Ansley Cargill Julie Ditty                | 3–6, 7–6, 6–2    |
| Döntős   | 3.  | 2004. augusztus 1.   | Lexington, Egyesült Államok   | Kemény  | Nicole Sewell        | Claire Curran Natalie Grandin             | 6–7, 4–6         |
| Döntős   | 4.  | 2004. október 23.    | Rockhampton, Ausztrália       | Kemény  | Nicole Sewell        | Daniella Dominikovic Evie Dominikovic     | 5–7, 2–6         |
| Győztes  | 4.  | 2004. november 3.    | Port Pirie, Ausztrália        | Kemény  | Sunitha Rao          | Daniella Dominikovic Evie Dominikovic     | 4–6, 6–3, 7–6    |
| Győztes  | 5.  | 2007. február 26.    | Bendigo, Ausztrália           | Kemény  | Trudi Musgrave       | Beti Sekulovski Cindy Watson              | 6–4, 7–6         |
| Győztes  | 6.  | 2005. június 4.      | Galatina, Olaszország         | Salak   | Lucia Gonzalez       | Jarmila Gajdošová Taccjana Pucsak         | 6–4, 6–3         |
| Döntős   | 5.  | 2005. augusztus 13.  | Vuhszi, Kína                  | Kemény  | Sophie Ferguson      | Jeon Mi-ra Wynne Prakusya                 | 2–6, 6–7         |
| Győztes  | 7.  | 2005. szeptember 24. | Mackay, Ausztrália            | Kemény  | Daniella Dominikovic | Monique Adamczak Olivia Lukaszewicz       | 7–6, 7–6         |
| Győztes  | 8.  | 2005. október 1.     | Rockhampton, Ausztrália       | Kemény  | Daniella Dominikovic | Beti Sekulovski Aleksandra Sndovic        | 6–4, 6–2         |
| Győztes  | 9.  | 2005. október 15.    | Lyneham, Ausztrália           | Salak   | Daniella Dominikovic | Alison Bai Jenny Swift                    | 6–4, 6–3         |
| Döntős   | 6.  | 2005. november 19.   | Nuriootpa, Ausztrália         | Kemény  | Trudi Musgrave       | Arn Gréta Anastasia Rodionova             | 4–6, 6–1, 5–7    |
| Győztes  | 10. | 2006. március 4.     | Las Vegas, Egyesült Államok   | Kemény  | Nicole Pratt         | Maria Fernanda Alves Tetyjana Perebijnisz | játék nélkül     |
| Győztes  | 11. | 2006. június 9.      | Surbiton, Nagy-Britannia      | Fű      | Trudi Musgrave       | Tamarine Tanasugarn Hszie Su-vej          | 6–3, 6–3         |
| Döntős   | 7.  | 2006. október 7.     | Traralgon, Ausztrália         | Kemény  | Sunitha Rao          | Raquel Kops-Jones Christina Horiatopoulos | 2–6, 6–7         |
| Győztes  | 12. | 2006. október 14.    | Melbourne, Ausztrália         | Kemény  | Sunitha Rao          | Daniella Dominikovic Evie Dominikovic     | 6–3, 6–2         |
| Győztes  | 13. | 2007. március 17.    | Perth, Ausztrália             | Kemény  | Emily Hewson         | Trudi Musgrave Christina Wheeler          | 6–4, 4–6, 6–2    |
| Döntős   | 8.  | 2007. július 29.     | Lexington, Egyesült Államok   | Kemény  | Natalie Grandin      | Czink Melinda Lindsay Lee-Waters          | 2–6, 6–7         |
| Győztes  | 14. | 2010. február 21.    | Mildura, Ausztrália           | Fű      | Jessica Moore        | Jarmila Groth Jade Hopper                 | 6–2, 7–6         |
| Győztes  | 15. | 2010. március 7.     | Sydney, Ausztrália            | Kemény  | Jessica Moore        | Sophie Ferguson Trudi Musgrave            | játék nélkül     |
| Győztes  | 16. | 2011. február 27.    | Mildura, Ausztrália           | Fű      | Olivia Rogowska      | Fudzsivara Rika Kumiko Iijima             | 4–6, 7–6, [10–4] |
| Győztes  | 17. | 2011. március 4.     | Sydney, Ausztrália            | Kemény  | Olivia Rogowska      | Fudzsivara Rika Kumiko Iijima             | 3–6, 7–6, [10–4] |
| Győztes  | 18. | 2011. április 3.     | Ipswich, Ausztrália           | Salak   | Olivia Rogowska      | Miki Miyamura Mari Tanaka                 | 6–4, 6–4         |
| Győztes  | 19. | 2011. április 10.    | Bundaberg, Ausztrália         | Salak   | Olivia Rogowska      | Daniella Dominikovic Sandra Zaniewska     | 7–5, 6–4         |
| Győztes  | 20. | 2011. október 9.     | Esperance, Ausztrália         | Kemény  | Olivia Rogowska      | Monique Adamczak Sandra Zaniewska         | 6–3, 6–2         |
| Győztes  | 21. | 2011. október 16.    | Kalgoorlie, Ausztrália        | Kemény  | Olivia Rogowska      | Hszü Ji-fan Csang Kaj-lin                 | 6–1, 6–1         |
| Döntős   | 9.  | 2012. május 20.      | Prága, Csehország             | Salak   | Akgul Amanmuradova   | Alizé Cornet Virginie Razzano             | 2–6, 3–6         |
| Győztes  | 22. | 2012. június 9.      | Nottingham, Nagy-Britannia    | Fű      | Eléni Danjilídu      | Laura Robson Heather Watson               | 6–4, 6–2         |
| Győztes  | 23. | 2012. november 25.   | Toyota, Japán                 | Szőnyeg | Ashleigh Barty       | Miki Miyamura Varatchaya Wongteanchai     | 6–1, 6–2         |
| Döntős   | 10. | 2016. február 28.    | Port Pirie, Ausztrália        | Kemény  | Ashleigh Barty       | Lee Ya-hsuan Riko Sawayanagi              | 4–6, 5–7         |

## Eredményei Grand Slam-tornákon

### Egyéni
| Grand Slam | Australian Open | Australian Open    | Roland Garros  | Roland Garros     | Wimbledon      | Wimbledon           | US Open        | US Open          |
| Év         | Eredmény        | Utolsó ellenfél    | Eredmény       | Utolsó ellenfél   | Eredmény       | Utolsó ellenfél     | Eredmény       | Utolsó ellenfél  |
| 2003       | 1. kör          | Maja Matevžič      | –              | –                 | Selejtező (Q1) | Selejtező (Q1)      | –              | –                |
| 2004       | 1. kör          | Ľudmila Cervanová  | –              | –                 | –              | –                   | –              | –                |
| 2005       | 1. kör          | J Kostanić Tošić   | –              | –                 | –              | –                   | –              | –                |
| 2006       | 1. kör          | Lindsay Davenport  | Selejtező (Q1) | Selejtező (Q1)    | Selejtező (Q1) | Selejtező (Q1)      | Selejtező (Q1) | Selejtező (Q1)   |
| 2007       | 1. kör          | Katarina Srebotnik | 1. kör         | T Tanasugarn      | 1. kör         | Nicole Pratt        | 2. kör         | Marija Sarapova  |
| 2008       | 4. kör          | Jelena Janković    | 3. kör         | C Suárez Navarro  | 3. kör         | Nicole Vaidišová    | 1. kör         | Julie Coin       |
| 2009       | 1. kör          | Daniela Hantuchová | –              | –                 | –              | –                   | –              | –                |
| 2010       | 3. kör          | Venus Williams     | –              | –                 | 1. kör         | Bojana Jovanovski   | –              | –                |
| 2011       | –               | –                  | 1. kör         | Cvetana Pironkova | Selejtező (Q1) | Selejtező (Q1)      | 1. kör         | Alizé Cornet     |
| 2012       | 2. kör          | Viktorija Azaranka | 1. kör         | Sara Errani       | 1. kör         | Marion Bartoli      | 2. kör         | Li Na            |
| 2013       | 1. kör          | Madison Keys       | Selejtező (Q2) | Selejtező (Q2)    | Selejtező (Q3) | Selejtező (Q3)      | 1. kör         | Ajla Tomljanović |
| 2014       | 4. kör          | Eugenie Bouchard   | 2. kör         | Lucie Šafářová    | 2. kör         | Agnieszka Radwańska | 4. kör         | Flavia Pennetta  |
| 2015       | 2. kör          | Madison Keys       | 1. kör         | Ajla Tomljanović  | 3. kör         | Agnieszka Radwańska | 1. kör         | Anett Kontaveit  |

### Páros
| Grand Slam | Australian Open            | Australian Open                     | Roland Garros              | Roland Garros                        | Wimbledon                  | Wimbledon                      | US Open                | US Open                            |
| Év         | Eredmény Partner           | Utolsó ellenfél                     | Eredmény Partner           | Utolsó ellenfél                      | Eredmény Partner           | Utolsó ellenfél                | Eredmény Partner       | Utolsó ellenfél                    |
| 2003       | 2. kör Nicole Sewell       | Serena Williams Venus Williams      | –                          | –                                    | –                          | –                              | –                      | –                                  |
| 2004       | 2. kör Nicole Sewell       | Liezel Huber Szugijama Ai           | –                          | –                                    | –                          | –                              | 1. kör Nicole Sewell   | Bryanne Stewart Samantha Stosur    |
| 2005       | 1. kör Nicole Sewell       | Janette Husárová J Lihovceva        | –                          | –                                    | –                          | –                              | –                      | –                                  |
| 2006       | 2. kör Trudi Musgrave      | Li Ting Szun Tien-tien              | –                          | –                                    | –                          | –                              | –                      | –                                  |
| 2007       | 1. kör Jessica Moore       | V Bargyina Alicja Rosolska          | –                          | –                                    | –                          | –                              | 2. kör Nicole Pratt    | Vania King Émilie Loit             |
| 2008       | 1. kör Jessica Moore       | G Navrátilová K Zakopalová          | Döntő F Schiavone          | A. Medina Garrigues V. Ruano Pascual | Elődöntő Nathalie Dechy    | Serena Williams Venus Williams | 1. kör Nathalie Dechy  | Klaudia Jans Alicja Rosolska       |
| 2009       | Elődöntő F Schiavone       | Serena Williams Venus Williams      | –                          | –                                    | –                          | –                              | –                      | –                                  |
| 2010       | 1. kör Marina Eraković     | Alla Kudrjavceva J Makarova         | –                          | –                                    | 1. kör Alicia Molik        | Jocelyn Rae Heather Watson     | –                      | –                                  |
| 2011       | –                          | –                                   | 3. kör Rennae Stubbs       | Liezel Huber Lisa Raymond            | 1. kör Rennae Stubbs       | Kristina Barrois A-L Grönefeld | 1. kör Rennae Stubbs   | Sorana Cîrstea Morita Ajumi        |
| 2012       | 1. kör Chanelle Scheepers  | N Llagostera Vives A Parra Santonja | 2. kör A Panova            | J Gajdošová Anastasia Rodionova      | 2. kör Samantha Stosur     | Liezel Huber Lisa Raymond      | 1. kör Eléni Danjilídu | Liezel Huber Lisa Raymond          |
| 2013       | Döntő Ashleigh Barty       | Sara Errani Roberta Vinci           | 1. kör Ashleigh Barty      | Mona Barthel Līga Dekmeijere         | Döntő Ashleigh Barty       | Hszie Su-vej Peng Suaj         | Döntő Ashleigh Barty   | Andrea Hlaváčková Lucie Hradecká   |
| 2014       | 2. kör Ashleigh Barty      | Babos Tímea Petra Martić            | Negyeddöntő Ashleigh Barty | Sara Errani Roberta Vinci            | Negyeddöntő Ashleigh Barty | Sara Errani Roberta Vinci      | 1. kör Ashleigh Barty  | Gabriela Dabrowski Alicja Rosolska |
| 2015       | 2. kör Date Kimiko         | S Soler Espinosa MT Torró Flor      | Döntő J Svedova            | B Mattek-Sands Lucie Šafářová        | Negyeddöntő J Svedova      | Martina Hingis Szánija Mirza   | Döntő J Svedova        | Martina Hingis Szánija Mirza       |
| 2016       | –                          | –                                   | –                          | –                                    | –                          | –                              | –                      | –                                  |
| 2017       | Negyeddöntő Ashleigh Barty | Caroline Garcia Kristina Mladenovic | Döntő Ashleigh Barty       | B Mattek-Sands Lucie Šafářová        | Negyeddöntő Ashleigh Barty | J Makarova J Vesznyina         | 2. kör Ashleigh Barty  | Shuko Aoyama Jang Csao-hszüan      |
| 2018       | 2. kör Ashleigh Barty      | Jennifer Brady Vania King           | –                          | –                                    | –                          | –                              | –                      | –                                  |

## Év végi világranglista-helyezései
| Év     | 2002 | 2003 | 2004 | 2005 | 2006 | 2007 | 2008 | 2009  | 2010 | 2011 | 2012 | 2013 | 2014 | 2015 | 2016 | 2017 | 2018 |
| Egyéni | 458. | 275. | 301. | 223. | 172. | 78.  | 55.  | 1004. | 226. | 156. | 88.  | 130. | 30.  | 112. | –    | –    | –    |
| Páros  | 545. | 224. | 117. | 141. | 121. | 123. | 21.  | –     | 251. | 56.  | 67.  | 10.  | 31.  | 5.   | 273. | 10.  | –    |

## Díjai, elismerései
- Newcombe Medal – a legjobb páros teniszezőnek (Ashleigh Bartyval közösen (2013)
- Spirit of Tennis Award (2018)[2]